# Woodcote (Telford and Wrekin)
Woodcote – osada w Anglii, w hrabstwie Shropshire, w dystrykcie (unitary authority) Telford and Wrekin. W 1961 roku civil parish liczyła 243 mieszkańców. Woodcote jest wspomniana w Domesday Book (1086) jako Udecote.